# Дурновцев, Валерий Иванович
Вале́рий Ива́нович Дурно́вцев (род. 12 июля 1945, Майкоп, Адыгейская автономная область, РСФСР, СССР) — советский и российский историк, специалист в области истории России, источниковедения, историографии, истории общественной мысли, методологических проблем исторической науки. Доктор исторических наук (1988), профессор Российского государственного гуманитарного университета, заведующий кафедрой источниковедения Историко-архивного института РГГУ. Автор свыше 120 научных и учебно-методических трудов.

## Биография
Валерий Иванович Дурновцев родился 12 июля 1945 года в Майкопе (Адыгейская автономная область, РСФСР, СССР).
В 1970 году окончил Московский государственный историко-архивный институт (МГИАИ).
В 1970–1974 годы – научный сотрудник Института востоковедения АН СССР (заведующий научным архивом).
В 1974 году в МГИАИ защитил диссертацию на соискание учёной степени кандидат исторических наук. Тема — «Проблемы истории дореволюционной России в научно-литературном наследии академика Е. В. Тарле».
В 1988 году в МГИАИ защитил диссертацию на соискание учёной степени доктора исторических наук. Тема — «Проблема "Россия и Запад" в русской историографии (XVIII – 60-е гг. XIX в.)».
В 1974–1991 году – работа в МГИАИ: ассистент, преподаватель, доцент кафедры истории СССР досоветского периода, профессор, декан факультета архивного дела (1979–1986)
В 1991–1992 годы – профессор Московского областного педагогического института (МОПИ).
В 1992–1993 годы – заместитель директора по научной работе Музея Революции.
В 1993–1994 годы – начальник отдела Миннаца России.
В 1994–2005 годы – советник Аппарата Совета Федерации Федерального собрания РФ.
В 2005–2008 годы – заведующий кафедрой отечественной и всеобщей истории, декан историко-философского факультета Университета Российской академии образования.
В 2008–2009 годы – заведующий кафедрой философии и методологии современного образования Международного эколого-политологического университета (МНЭПУ).
В 2009–2011 годы – профессор кафедры источниковедения и вспомогательных исторических дисциплин Историко-архивного института РГГУ.
В 2011 году – профессор кафедры вспомогательных исторических дисциплин Высшей школы источниковедения, вспомогательных и специальных исторических дисциплин ИАИ РГГУ.
С 2012 года – заведующий кафедрой источниковедения Историко-архивного института РГГУ.
Учёное звание — профессор (1993).

## Сфера научной деятельности
- История России
- Источниковедение
- Историография
- История общественной мысли
- Историческая биография

## Основные печатные труды

### Монографии
- Дурновцев В. И. (в соавторстве). Жизнь и труды историка Б. И. Сыромятникова. Монография. – М.: 2012.
- Дурновцев В. И. (в составе коллектива авторов, член редколлегии). Совет Федерации в истории российского парламентаризма. – М.: 2000.
- Дурновцев В. И. (в соавторстве). Историография. История исторической науки. – М.: УРАО, 2009.
- Дурновцев В. И. (руководитель проекта, составитель, автор предисловия). История и историография России. Из научно-литературного наследия Русского зарубежья. Антология. – М.: 2006.
- Дурновцев В. И. (в соавторстве). Из литературного наследия Е. В. Тарле. – М.: 1981.

### Справочно-энциклопедические издания
- Дурновцев В. И. (в составе коллектива авторов, член редколлегии, координатор проекта). Совет Федерации Федерального Собрания Российской Федерации. 1994–2004. Энциклопедический справочник. – М.: 2005.

### Учебные пособия
- Дурновцев В. И. Россия и Европа: Обзор материалов по истории русской исторической мысли конца 17 – начала 19 в. Учебное пособие. – М.: 1985.
- Дурновцев В. И. Проблемы истории России и стран Запада в освещении государственной школы. Учебное пособие. – М.: 1984. – 109 с.[7]
- Дурновцев В. И. Россия и Европа: Обзор материалов по истории русской исторической мысли конца 17 – начала 19 в. Учебное пособие. – М.: 1985. – 101 с.[8]

### Избранные статьи
- Дурновцев В. И. Историософия историка // Российская история. 2009, № 4.
- Дурновцев В. И. Государственная Дума в системе государственной власти России// Регионы Российской Федерации. Вып. 2. – М.: 2000.

- Дурновцев В. И. Совет Федерации: хроника и комментарии// Регионы Российской Федерации. Вып.2. – М.: 2000.
- Дурновцев В. И. О программе Евразийской партии в 20-е гг.//Проблемы теории и практики управления. 1991. № 4.
- Дурновцев В. И. Историография в высшей школе // Новая и новейшая история. 1980. № 1.
- Дурновцев В. И. Становление экологической истории в России // Социокультурные измерения в условиях глобализации. Опыт России и Сербии. – Ниш-М.: 2012.
- Дурновцев В. И. Экологическая история как проблема российской историографии // Историк и педагог: Сб. статей памяти профессора А. С. Рудя. – М.: 2012.
- Дурновцев В. И. Советская историография: post postfactum // Историк в России: Между прошлым и будущим. Статьи и воспоминания. – М.: 2012.
- Дурновцев В. И. Религиозные мотивы в историософском и историографическом опытах решения проблемы "Россия и Запад" // Iстория религiй в Українi. Кн. I. – Львiв. 2013.
- Дурновцев В. И. (в соавторстве). Научное сообщество историков России: 20 лет перемен // Российская история. 2013. № 1.
- Дурновцев В. И. Время, пространство, события в жизни и творчестве историка: вспоминая В. А. Муравьёва // Новый исторический вестник. 2013. № 36 (2).
- Дурновцев В. И. Послесловие // Муравьёв В. А. Теории феодализма в русской историографии конца XIX – начала ХХ вв. – М.: Квадрига, 2016. С. 357–375.
- Дурновцев В. И. Источники для экологической истории: Репрезентации природы в искусстве и литературе // География искусства: междисциплинарное поле исследования. Сб. статей. – М.-СПб.: Центр гуманитарных инициатив, 2016. С. 123–124.
- Дурновцев В. И., Голобов Е. И. Экологическая история севера Западной Сибири (1917–1991 гг.): исследовательский потенциал архивных источников // Вестник архивиста. 2017. № 2. С. 72–86.
- Дурновцев В. И. Экологическая история в координатах отечественной историографии и исторического образования // Вестник РГГУ. Серия: История. Филология. Культурология. Востоковедение. 2018. № 4 (37). С. 9–16.

### Рецензии
- Дурновцев В. И. [Рец. на кн.:] Архивы и власть: первое послереволюционное десятилетие. Протоколы и журналы заседаний руководящих органов управления архивной отраслью за 1918–1928 гг.: Сб. док.: в 2 т. // Отечественные архивы. 2018. № 5. С. 117–119.

## Членство в диссертационных и экспертных советах
- Член Совета по защите докторских и кандидатских диссертаций Д 316.001.01 при ВНИИДАД
- Член Совета по защите докторских и кандидатских диссертаций Д 212.198.07 при РГГУ
- Эксперт Российского гуманитарного научного фонда (РГНФ)[6]